# Fareb
Fareb (inny tytuł "Fareb – Twisted Love") to bollywoodzki thriller z 2005 roku wyreżyserowany przez aktora Deepaka Tijori. W rolach głównych siostry Shilpa i Shamita Shetty oraz Manoj Bajpai. Muzykę do filmu skomponował Anu Malik. W filmie wykorzystano motywy z 3 hollywoodzkich filmów z Michaelem Douglasem – "Disclosure" (kobieta szef napastuje żonatego podwładnego), "Nagi instynkt"  i "Fatalne zauroczenie".

## Fabuła
Zabito właściciela wielkiej firmy Singhanię. Policja podejrzewa o morderstwo jego żonę Rię (Shamita Shetty). Inspektor policji Kelly (Kelly Dorji) każe śledzić podejrzaną. Zbierając przeciwko niej dowody mimowolnie staje się niemym świadkiem romansu, w jaki Ria wdaje się z żonatym Aditya Malhotra (Manoj Bajpai). Inspektorowi szkoda idealnego dotychczas męża z wyrachowaniem uwodzonego przez Rię. Jego żona (Shilpa Shetty) z bólem słucha kłamstw o konieczności późnych powrotów z pracy. Pewnego dnia w tej historii dochodzi do kolejnego zabójstwa. Tym razem ginie Ria, a podejrzanym staje się Aditya.

## Motywy filmu
- zabójstwo * policja * narkotyki * hinduski pogrzeb, spalenie ciała (Coś się dzieje)  * konferencja w firmie (Kiedy ją spotkałem) * lekarz * kobieta zabiegająca o mężczyznę (Andaaz, Aitraaz) * dyskoteka * deszcz * zdradzona żona * seks * kłamstwo * szantaż zdjęciami * mężczyzna bije kobietę * relacja ojca z synkiem (Akele Hum Akele Tum, Kabhi Alvida Naa Kehna * pijany (Chalte Chalte, Devdas) * zazdrość * miłosna obsesja (Darr) zemsta kobiety (Anjaam, Ek Hasina Thi) * zabójstwo * przesłuchanie * telefon * aresztowanie * wizyta w więzieniu (Laysa Laysa) * wyznanie zdrady i prośba o wybaczenie * adwokat (Phir Milenge) * sąd (Ghulam, Halla Bol) * modlitwa * zemsta kobiety

## Obsada
- Shilpa Shetty – Neha
- Manoj Bajpai – Aditya
- Shamita Shetty – Ria
- Parmeet Sethi
- Milind Gunaji – adwokat Milind Mehta
- Kelly Dorji – oficer policji

## Muzyka i piosenki
Muzykę do filmu skomponował Anu Malik, twórca muzyki do takich filmów jak:  Akele Hum Akele Tum, Chaahat, Border, China Gate, Refugee, Fiza Aśoka Wielki , Aks, LOC Kargil, Ishq Vishk,  Murder, Fida,  No Entry, Humko Deewana Kar Gaye, Zakochać się jeszcze raz,  Umrao Jaan. Nagroda Filmfare za Najlepszą Muzykę za Baazigar  i Jestem przy tobie.
- Baras Jaa E Baadal
- Jaaoon Kahan
- Pehle Se (Instrumental)
- Pehle Se (Remix)
- Pehle Se
- Shaam Aayegi
- Subah Bhi